# Marnie
Marnie – amerykański dreszczowiec psychologiczny z 1964 w reżyserii Alfreda Hitchcocka, zrealizowany na podstawie powieści Winstona Grahama. W roku premiery film zebrał mieszane recenzje, jednak po latach uznawany jest za jedną z najlepszych produkcji z końcowego etapu kariery reżysera.

## Fabuła
Marnie Edgar (Tippi Hedren) jest złodziejką o pięknej urodzie, okradającą swoich przełożonych na duże sumy. Przypadkowo poznaje biznesmena Marka Rutlanda (Sean Connery), który się w niej zakochuje. Postanawia się z nią ożenić, choć wie o jej słabości. Po ślubie okazuje się, że Marnie ma problemy psychiczne, które wzięły się z traumatycznych przeżyć z dzieciństwa. Mark postanawia pojechać do jej matki, by dowiedzieć się prawdy o przeszłości Marnie.

## Główne role
- Tippi Hedren jako Marnie Edgar; Margaret Edgar; Peggy Nicholson; Mary Taylor
- Sean Connery jako Mark Rutland
- Diane Baker jako Lil Mainwaring
- Martin Gabel jako Sidney Strutt, były szef Marnie
- Louise Latham jako Bernice Edgar